# Diana im Bade
Diana im Bade (tradotto in italiano Diana nel Bagno) è un cortometraggio erotico muto del 1907, diretto da Johann Schwarzer e prodotto dalla Saturn-Film, azienda cinematografica prevalentemente impegnata nella produzione di cortometraggi di genere erotico-pornografico, dal 1906 al 1911.

## Trama
Diana, una donna moderna ed elegante proveniente dal bosco, si avvicina nel laghetto per tastare l'acqua con la mano. Una volta appurata la temperatura, quest'ultima inizia a spogliarsi per fare il bagno, appoggiando i suoi abiti sul ramo di un albero. Il cortometraggio termina quando la ragazza sta per togliere l'ultima veste prima di rimanere completamente nuda.

## Produzione
Girato in Austria, le riprese del cortometraggio Diana im Bade sono state effettuate molto probabilmente nello stesso luogo del cortometraggio Baden verboten (prodotto sempre dalla Saturn-Film), nello stesso è infatti riconoscibile il laghetto del bosco in cui le tre donzelle facevano il bagno.